# Summer Vibe
Summer Vibe es el segundo EP del grupo femenino de Corea del Sur Viviz. Fue lanzado por BPM Entertainment el 6 de julio de 2022 y distribuido por Kakao Entertainment. El álbum contiene seis pistas, incluido su sencillo principal titulado «Loveade».

## Antecedentes y lanzamiento
Tras el lanzamiento de su primer miniálbum, Beam Of Prism, Viviz centró sus actividades en su participación en el programa Queendom del canal Mnet, donde finalizó en tercera posición. Tres semanas después, el 23 de junio de 2022, las cuentas oficiales del grupo anunciaron oficialmente la realización de su segundo EP, el cual llevaría por nombre Summer Vibe y que sería lanzado el 6 de julio de 2022. El anuncio vino acompañado de un póster conceptual, donde se aprecian tres tragos sobre una mesa con un veraniego fondo rosa.
Un día después, el grupo publicó el calendario de actividades asociadas al nuevo lanzamiento. Además, la plataforma web Universe anunció que el show de lanzamiento del álbum se llevará a cabo en el Yes24 Live Hall en Gwangjin-gu, Seúl y que será transmitido en línea y fuera de línea previa inscripción en el sitio web.

## Lista de canciones
| CD / Descarga digital |                  |                                                |                                                                |                                                  |          |  |
| N.º                   | Título           | Letras                                         | Música                                                         | Arreglos                                         | Duración |  |
| 1.                    | «Loveade»        | DEEZ (SOULTRiii & Amplified), SAAY (SOULTRiii) | DEEZ (SOULTRiii & Amplified), SAAY (SOULTRiii)                 | DEEZ (SOULTRii & Amplified)                      | 3:38     |  |
| 2.                    | «Siesta»         | Lee Seu Ran                                    | Tommy Park, Antti Oikarinen, Andreas Öberg, Maria Marcus       | Antti Oikarinen, Tommy Park                      | 2:59     |  |
| 3.                    | «Party Pop»      | Cho Yoon-Kyung                                 | Caroline Gustavsson, Joe Chen, AVENUE 52                       | Joe Chen                                         | 3:18     |  |
| 4.                    | «Love Love Love» | C'SA                                           | dani, C'SA                                                     | dani                                             | 3:23     |  |
| 5.                    | «#Flashback»     | Ellie Suh (153/Joombas)                        | DEEZ (SOULTRiii & Amplified), Daniel "Obi" Klein, Charlie Taft | DEEZ (SOULTRili & Amplified), Daniel "Obi" Klein | 3:25     |  |
| 6.                    | «Dance(춤)»      | Hwang Hyun(MonoTree)                           | Hwang Hyun(MonoTree), Elijah Baker                             | Hwang Hyun(MonoTree), Elijah Baker               | 3:15     |  |
| 19:58                 |                  |                                                |                                                                |                                                  |          |  |

## Posicionamiento en listas
| \| Lista (2022) \| Mejor posición \| \| ------------------------------------- \| -------------- \| \| Corea del Sur (Circle Album Chart)[7] \| 8 \| \| Japón (Oricon Chart)[8] \| 40 \| |                |
| Lista (2022) | Mejor posición |
| Corea del Sur (Circle Album Chart) | 8              |
| Japón (Oricon Chart) | 40             |

## Historial de lanzamiento
| País          | Fecha              | Formato                         | Sello                                  |
| ------------- | ------------------ | ------------------------------- | -------------------------------------- |
| Corea del Sur | 6 de julio de 2022 | CD, descarga digital, streaming | BPM Entertainment, Kakao Entertainment |